# حزن في الرأس والقلب
حزن في الرأس وفي القلب هو عنوان مجموعة قصصية للكاتب المغربي إدريس الخوري، نُشرت سنة 1973، وتضم ستة عشر نصًا قصصيًا، تقع المجموعة في 167 صفحة. 

## أحداث المجموعة القصصية
تتناول مجموعة حزن في الرأس وفي القلب مشاهد من الحياة اليومية في المغرب خلال سبعينيات القرن العشرين، حيث ترصد القصص معاناة الإنسان البسيط في مواجهة الفقر، التهميش، والاغتراب الاجتماعي. بأسلوب سردي عفوي ومباشر، تسلط النصوص الضوء على شخصيات هامشية مثل المشردين، العمال، والصحفيين، وتكشف عن أحلامهم المجهضة، آلامهم المكبوتة، وتوقهم إلى الحرية والكرامة. تتسم المجموعة بنبرة حزينة ممزوجة بسخرية لاذعة، وتعكس رؤية الكاتب النقدية للواقع المغربي، كما تبرز اهتمامه بتفكيك العلاقات الاجتماعية والثقافية من خلال لغة شفافة تنبض بالحياة والانفعال

## شخصيات المجموعة القصصية
- المشردون والمتسكعون: يظهرون في أكثر من قصة، حاملين أحلامًا مكسورة وتجارب قاسية، يعكسون التهميش والاغتراب.
- العمال البسطاء: يعيشون في ظروف قاسية، ويكافحون من أجل لقمة العيش وسط واقع اقتصادي صعب.
- الصحفيون والمثقفون: يعانون من صراعات داخلية بين الالتزام المهني والواقع السياسي والاجتماعي، ويظهرون كأصوات ناقدة أو مهمومة.
- النساء المهمشات: يُصوَّرن في سياقات اجتماعية ضاغطة، حيث يُكافحن من أجل الكرامة وسط نظرة تقليدية قاسية.
- الذات الساردة: غالبًا ما تكون شخصية شبه ذاتية، تعكس تأملات الكاتب في الحياة، وتُعبّر عن الحزن والسخرية والحنين.

## أسلوب المجموعة القصصية
تتميّز مجموعة حزن في الرأس وفي القلب للكاتب المغربي إدريس الخوري بأسلوب سردي يعكس رؤية نقدية للواقع المغربي في سبعينيات القرن العشرين. تعتمد النصوص على لغة شفافة نابضة بالحياة، تستوحي اليومي والعابر، وتُجسّد معاناة الإنسان المهمّش من خلال شخصيات واقعية تتحدث بلسان الشارع. يتخلل السرد نبرة حزينة ممزوجة بسخرية لاذعة، ويُركّز على الذات الفردية في علاقتها بالعالم، مما يمنح المجموعة طابعًا تأمليًا وإنسانيًا. ويُعد هذا الأسلوب مساهمة بارزة في تطوير القصة القصيرة المغربية، حيث يربط بين التجربة الشخصية والهمّ الجماعي في بناء سردي متماسك

## اقتباسات من المجموعة القصصية
"لست وحدي المسؤول عن الأخطاء، كانت أعصابي متوترة، إنني أحن إلى الراحة والكتابة أكثر من أي شيء آخر."
"الأصدقاء منشورين بكامل وعيهم وهم يلعنون العالم!"
"ضاقت بي الدنيا وضقت بها."
"لست مدمناً على الروابط العائلية التي يتقاتل من أجلها الناس."

"نكتب لنصرخ أكثر." – وهي عبارة كتبها له أحد أصدقائه في إهداء، وتلخص فلسفة الكتابة عند الخوري.

## النقد والاستقبال
مجموعة «حزن في الرأس وفي القلب» للقاص المغربي إدريس الخوري حظيت باهتمام نقدي معتبر داخل المشهد الأدبي المغربي والعربي، حيث أشاد النقاد بقدرة الكاتب على التقاط اليومي والعابر وتحويله إلى نص قصصي نابض بالحياة يكشف هشاشة الإنسان في المدينة الحديثة ومعاناته الوجودية. اعتُبرت المجموعة استمراراً لأسلوب الخوري المعروف بالبساطة الظاهرية والعمق الدلالي، إذ تجمع قصصها بين السخرية المبطنة والتأمل الحزين، مما منحها مكانة خاصة في مسار القصة المغربية القصيرة. ورأى بعض النقاد أن النصوص تعكس وفاء الخوري لمشروعه الأدبي في الانتصار للهامشي والمهمّش، فيما أشار آخرون إلى أن تكرار الثيمات قد يُضعف عنصر التجديد، غير أنّها تلقت عموماً استقبالاً إيجابياً واعتُبرت إضافة نوعية للأدب المغربي الحديث.